# Ráztoka
Ráztoka est un village de Slovaquie situé dans la région de Banská Bystrica.

## Histoire
Première mention écrite du village en 1424.

## Démographie

### Évolution de la population
| Année:               | 1994. | 2004.   | 2014.   | 2024.   |
| -------------------- | ----- | ------- | ------- | ------- |
| Nombre de personnes: | 320   | 294     | 281     | 270     |
| Différence:          |       | -8,12 % | -4,42 % | -3,91 % |

| Année:               | 2023. | 2024.   |
| -------------------- | ----- | ------- |
| Nombre de personnes: | 277   | 270     |
| Différence:          |       | -2,52 % |